# Rhodelphis
A Rhodelphis az Archaeplastida egysejtű vízi nemzetsége, mely a vörösmoszatok és feltehetően a Picozoa testvércsoportja. Míg a vörösmoszatok nem rendelkeznek ostoros állapottal, és általában fotoautotrófok, a Rhodelphis ostoros ragadozó nem fotoszintetikus plasztisszal. E csoport fontos a plasztiszfejlődés megismeréséhez, mivel a korai Archaeplastida-fajok morfológiája és biokémiája is megismerhető belőle. Plasztisza nem fotoszintetikus, de fontos biokémiai utakban, például a hemszintézisben és a vas-kén csoportképzésben szerepelhet, genomja nincs, de magi gének célozzák. A Rhodelphis hátul keskenyedő ovoid sejt két merőleges ostorral.

## Történet
2019-ben írták le Ryan M. R. Gawryluk et al. a Nature-ben. A nemzetséget két korábban izolált kultúra számára hozták létre. Az egyiket, a Rhodelphis marinust először 2015-ben gyűjtötték tengeri korallhomokból a Côn Đảó-i Bay Canh szigetben, a másikat, a Rhodelphis limneticust először 2016-ban gyűjtötték az ukrajnai Csernyihivi terület egyik édesvízi tavából. A harmadik fajt, a Rhodelphis mylnikovit egy Montigny-le-Bretonneuxhoz közeli tóban találták 2023-ban.
Thomas Cavalier-Smith korábban a Chromistába sorolta, mivel annak korai fajainak tekintette, 2022-ben megjelent tanulmányában e korábbi nézetét tévesként azonosította, emellett a Rhodelphis és több más csoport szerkezetét is vizsgálta, hasonlóságokat fedezett fel a Glaucophytával és a Picozoával, valamint a Cryptistával összehasonlítva, és az előbbi hasonlóságok alapján a Biliphytába sorolta.

## Morfológia
A Rhodelphis 10–13 μm átmérőjű ovoid egysejtű. Pigmentje nincs, így többnyire átlátszónak tűnik; és esernyő alakú glycostylusok – vékony pálcák – veszik körül. A sejt mozgékony, és két ostoruk révén úsznak. Közvetlenül az elülső vége előtt indulnak az egymásra merőleges ostorok, melyek hossza közel egyenlő. A hátulsó ostort masztigonémák veszik körül. Nincs kiemelt sejtszája, de fagocitózisa hátul történik.
Bár mikroszkóppal 2019-ben nem azonosították, a plasztiszimport-fehérjék igazolták nem fotoszintetikus plasztisza létét. A plasztisz egyes funkciókat a vas-kén csoport- és hembioszintézisben megtartott, de nem állít elő zsírsavakat vagy izoprenoidokat – ehhez más citoszolikus utakat használ. Nagy tubulocristás mitokondriumai vannak szintén vas-kén csoportbioszintézis-úttal, melyek részt vesznek a hembioszintézisben.
Bár homológ a Glaucophyta átmeneti hélixe magvázával cikkcakkos hengere, és az átmeneti hélix mindkét csoportban közvetlenül a centriólumhoz képest disztálisan indul, és a szűkülettel függ össze, kis eltérések vannak a Glaucophytában az átmeneti hélix és a disztális lemez helyzetében: a Cyanophora paradoxa átmeneti hélixe teljesen disztális a disztális lemezhez képest, míg a Cyanophora cuspidata disztális lemeze átfedhet kissé az átmeneti hélixszel. Ezzel szemben a Rhodelphis limneticus szűrűbb disztális lemeze és elülső ostora az átmeneti hélix disztális felével esnek egybe, tehát nem proximálisak.
A sima endoplazmatikus retikulum egy ciszternája a centriólumokat, a sejtmagot, a Golgi-készüléket, a mitokondriumokat és a mikrotesteket veszi körül.

### Hasonlóságok

#### Glaucophyta és Picozoa
Thomas Cavalier-Smith 2022-ben megjelent tanulmányában centriólumgyökereit a Glaucophyta csoportéval közel azonosnak mutatta ki: sűrű disztális diafragmája van, mely a központi pár átmeneti zóna összeszűküléséhez képest kissé disztális mikrotubulusain áthalad, és kilencszögű hasábja van a proximális átmeneti lemezhez disztális irányban közel. A Glaucophytával szemben az egyetlen különbség, hogy abban a disztális diafragma középen üreges, míg a Rhodelphisben nem.
Gyűrűs kapcsolata az ostorlemeztől disztálisan ostora átmérőjénél távolabb található, ez a Glaucophyta mellett a Picomonashoz hasonlít. E két nemzetség átmeneti zónája erősen hasonlít a Glaucophytához, minden más kládtól jelentősen különbözik. Bár „alapi hengerét” Gawryluk et al. leírták, Cavalier-Smith szerkezeti tanulmányaival ellentétben nem kilencszögűnek, hanem teljesen hengeresnek írták le.

#### Cryptista
A Cryptista és a Rhodelphis is A-csövű lábú átmenetizóna-dublettbetüremkedésekkel rendelkezik például centriólumainál.

## Ökológia
A Rhodelphis baktériumokat és kis eukarióta ostorosokat evő heterotróf nemzetség, de vízi ökoszisztémákban játszott szerepéről kevés ismeret van. A három ismert Rhodelphis-faj nagyon eltérő vízi élőhelyekről származik: egyikük sekély tengervízből (R. marinus), kettő édesvízből (R. limneticus, R. mylnikovi).

## Genetika
A Rhodelphis a vörösmoszatok testvércsoportja, de a két csoport jelentősen eltér genetikai szerkezetében. A Rhodelphis genomja jóval nagyobb a vörösmoszatokénál, génjeiben pedig sokkal több az intron. Emellett genomikai elemzések alapján sok vörösmoszatokban hiányzó szekvenciája van, például olyanok, melyek ostorfehérjéket vagy a fagocitózishoz szükséges fehérjéket kódolnak: Cho et al. 2023-ban 1627 ortológcsalád elvesztését és 450 megszerzését azonosították a vörösmoszatokban.
A vörösmoszatok és a Rhodelphis közös őse az Archaeplastida korai evolúciójában történt primer endoszimbiózis eredménye. A Rhodelphis plasztiszra célzott fehérjéket és a kloroplasztiszok fehérjetranszportereinek homológjait tartalmazza. Előbbiek a vörösmoszatokéval egyeztek. A fehérjék magból plasztiszba való célzása ellenére a Rhodelphis csak két fehérjéjét tartalmazza a fotoszintézisnek, és plasztiszgenomját feltehetően teljesen elvesztette.
Két plasztisztranszport-fehérjéje a TIC és a TOC, melyek rendszere igazolja a nem fotoszintetikus plasztiszt. Ezenfelül csak a plasztisz-Fd-FNR-rendszer ismert a Rhodelphisben az Apicomplexa apikoplasztiszaihoz hasonlóan.

## Rendszertan
A Rhodelphidia törzs egyetlen osztályának, a Rhodelpheának egyetlen rendjének, a Rhodelphidának egyetlen családjának, a Rhodelphidaenek egyetlen nemzetsége. 3 faja ismert, ezek a következők:
- Rhodelphis limneticus Tikhonenkov, Gawryluk, Mylnikov et Keeling, 2019[1]
- Rhodelphis marinus Tikhonenkov, Gawryluk, Mylnikov et Keeling, 2019[1]
- Rhodelphis mylnikovi Prokina, Tikhonenkov, López-García et Moreira, 2023[2]

A Rhodelphidia, Rhodelphea, Rhodelphida és Rhodelphidae nevek a Zoológiai Nevezéktan Nemzetközi Kódexe (ICZN) szerintiek. Cavalier-Smith az Algák, Gombák és Növények Nevezéktanának Nemzetközi Kódexe (ICN) alapján a Rhodelphida névnek a Rhodelphalest, a Rhodelphidaenek a Rhodelphidaceaet feleltette meg, a Rhodelphea és Rhodelphidia neveknek nem feleltetett meg ICN szerinti nevet, mivel utóbbit a Rhodariában a Picozoával és a vörösmoszatokkal, a Picozoát és Rhodelphidiát a Pararhoda törzsbe egyesítette.

## Jelentőség
A Rhodelphis az Archaeplastida része, melynek közös őse primer plasztiszt szerzett. Mivel kevés köztes állapot van primer endoszimbiózisnál, a Rhodelphis felfedezése az Archaeplastida őseinek, vagyis a plasztiszt először felvett élőlényeknek életéről nyújthat ismeretet. Emellett megmutatja, hogy a plasztiszevolúció során egyes lépések korán bekövetkeztek, mint például a fehérjecélzás és a fagotrófiáról mixotrófiára való váltás. E felfedezések fontosak a zöldmoszatok, növények és vörösmoszatok fejlődésének kutatásában, melyek az egész világon fontos elsődleges termelők.
Az Archaeplastida-fejlődéstörténet megértésében való fontossága mellett az ismeretlen és jelentős filogenetikai zaj eltávolításában fontos 3 nemzetség egyikének bizonyult a Microheliella és a Palpitomonas mellett Yazaki et al. Pancryptistát és Camot igazoló tanulmányában.